# 鳥銃

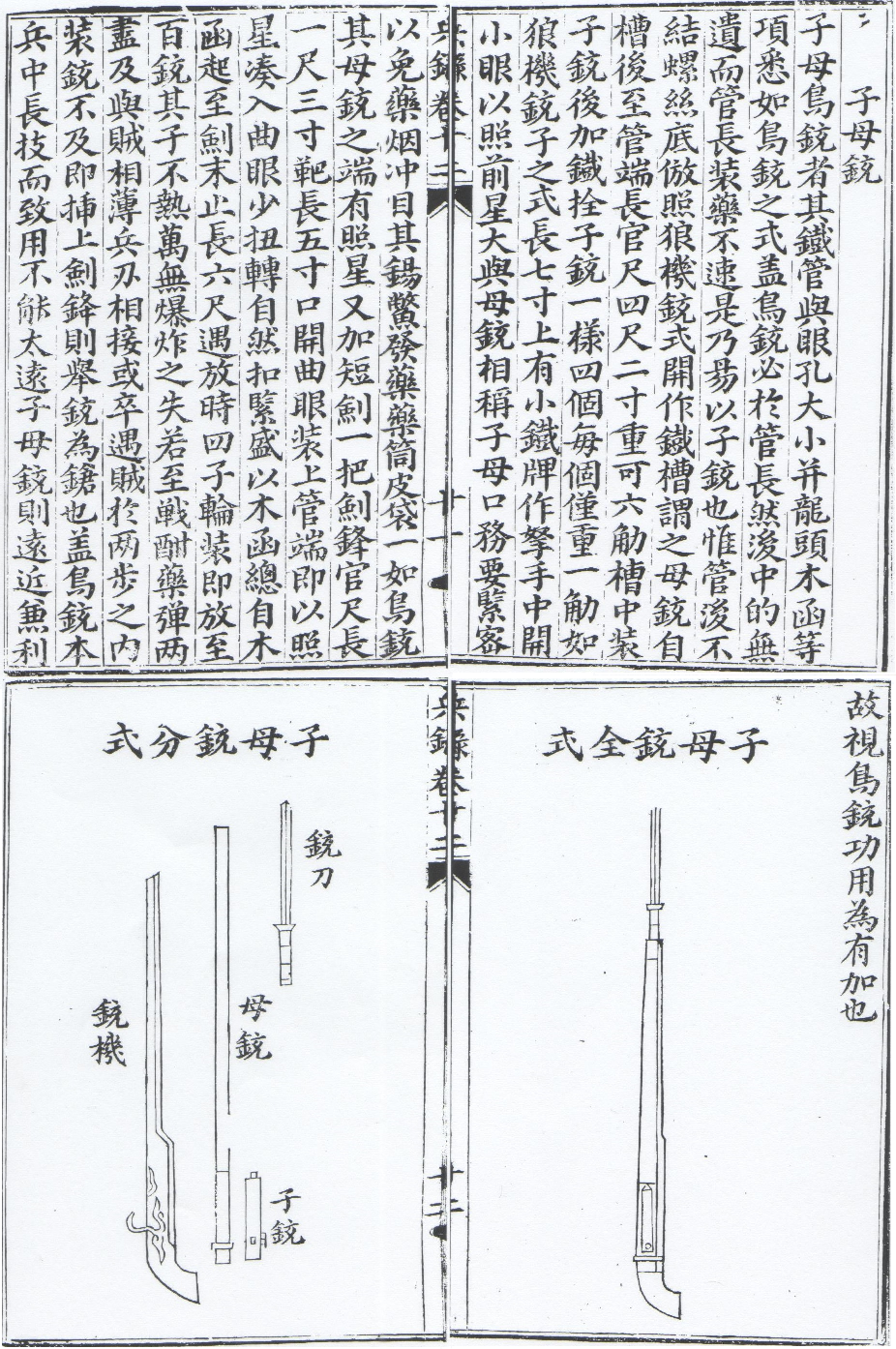
子母鳥銃與插管式的銃刀。

鳥銃，又稱鳥槍、鳥嘴銃，是明清時期對火繩槍和燧發槍的統稱。明嘉靖年间傳入中國，與中國原有諸銃器相比具有照門、準星、銃托、銃機，大大提升了精準度和射程。

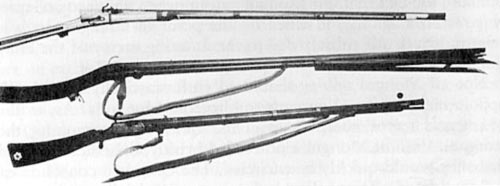
鳥銃。

鐵砲（或鐵炮）是日本語在江戶時代之前對槍械的稱呼，但在廣義的用法中也包含了如火砲一類的大型火器。現代日本語則是以「銃」來表示槍械，很少使用鐵砲一詞。

## 名稱來源
鳥銃因為可以射落飛鳥而得名，明朝人范景文撰的《師律》中提到：「後手不用棄把點火，則不搖動，故十發有八九中，即飛鳥之在林，皆可射落，因是得名。」又名鳥嘴銃，因其點火結構在點火時如鳥嘴啄水。
其對應的英語為Arquebus（即鉤銃）與Musket，Musket一開始為兩倍大的鉤銃。Musket名稱來自法語的mousquette，意義為雀鷹。

## 性能
与中國傳統火铳相比，鸟铳身管较长，口径较小，发射同于口径的圆铅弹，射程较远，贯穿力较强；增设了准星和照门，变手点发火为枪机发火，枪柄由插在火铳尾銎内的直形木把改为托住铳管的曲形木托，持枪射击时由两手后握改为一手前托枪身、一手后握枪柄，可稳定持枪瞄准，射击精度较高。它的基本结构和外形已接近近代步枪，是近代步枪的雏形。
火繩式鸟铳点火时易受风、雨影响，点燃火绳时還須保留火种，精準度和射程雖有較大提高，但作為槍械的性能仍比較原始，而且射击过程繁瑣。射擊前準備步驟如下：倒药（将火药从药罐中倒入药管中，每管药发射1发弹）、装药（将火药从铳口倒入铳膛）、压火（用随枪的仗装膛内火药压实压紧）、装弹（取出弹丸装入铳膛，然后用仗将弹丸压入火药中）、装门药（将发药罐中的火药倒入药室的火门内，把药室填满，使之与铳膛内的火药相连，再将火门盖盖上，以防潮湿）、装火绳（将火绳装入扳机的龙头式夹钳内，准备点火）。准备完毕，射手处于待發状态。射击时，需打开火门盖，点燃火绳，以蹲跪姿或立姿瞄准扣动扳机发射。紧急时也可直接向火门点火不經瞄准地发射。

## 發展史

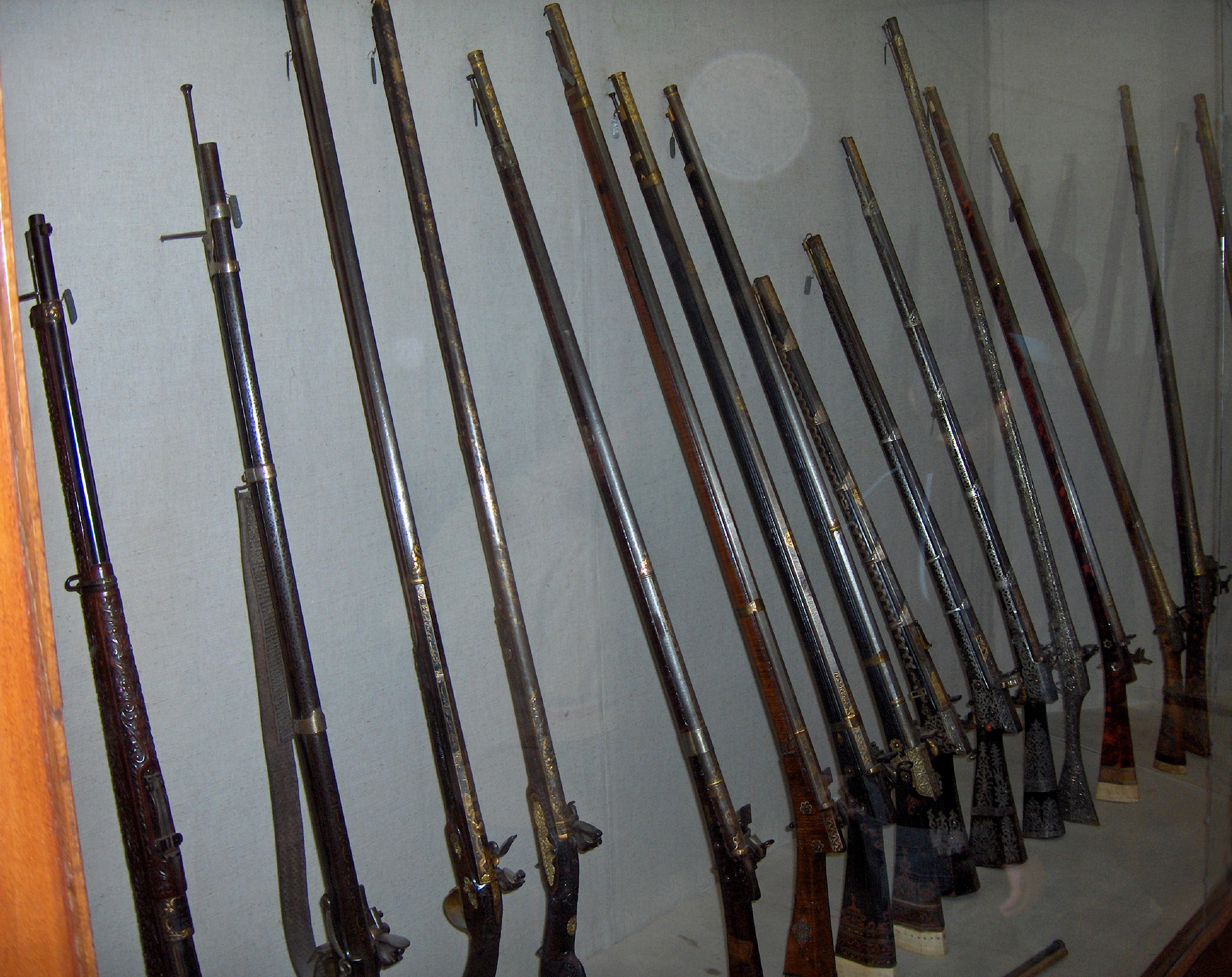
土耳其鳥銃。

1521年歐洲出現了一種稱作Musket的大型版的鉤銃（Arquebus），16世紀後期Arquebus與Musket的涵義已經不再清楚，兩者會交換使用。
嘉靖二年（1523）明廷在廣東新會茜草灣戰役，獲葡萄牙人的鳥銃，嘉靖二十七年(1548)，明軍收復海盗集团王直、葡人佔據的雙嶼（今浙江省鄞縣東南海），獲鳥銃及善制鳥銃者，明廷命開始仿製。約在同時，又有嚕蜜（土耳其）鳥銃傳入中國。
明萬曆二十六年（1598年）趙士楨著成的《神器譜》中記載了鳥銃傳入中國後，中國原有的諸火器皆失其利，是因為中國原有的銃器需一手持柄一手燃藥因而較難命中目標，而形容鳥銃為：「後有照門，前有照星，機發彈出，兩手不動，對準毫釐，命中方寸，兼之筒長氣聚，更能致遠摧堅。」而同期的鳥銃在日本稱為種子島銃，是因為火器从種子島傳入日本。
趙士楨參考了鳥銃與三眼銃的特色而製出迅雷銃（多管的鳥銃），參考了鳥銃與佛郎機銃的特色製出了掣電銃（後膛定裝彈藥的鳥銃）。天啟元年（1621年）刻印的《武備志》有將各國製的鳥銃相比較，認為嚕蜜鳥銃最遠最毒。崇禎3年（1630年）刻印的《兵錄》記載中國已有燧發式的鳥銃，也記載子母鳥銃配有插管式的銃刀。
明代晚期，鳥銃開始增置銃叉，可將銃叉支銃插地，射擊時增加穩定度。
1630年，英國的鳥銃銃管從120公分減短到90公分。16~19世紀的鳥銃準度足以在100公尺處擊中直徑50公分的目標。在此距離可以擊穿4公釐厚的鋼製胸甲與130公釐厚的木盾。最大射程約1100公尺。彈丸速度約在450-540公尺/秒，動能約3000-4000焦耳
歐洲的火繩槍在三十年战争后被燧发枪替代。中國明末火器專家畢懋康在《軍器圖說》裏介绍其發明的「自生火銃」（燧發鳥銃），清康熙年間製造出了「自来火」（燧發鳥槍），並沒有大規模列裝清軍，清軍的單兵手持火器仍以火繩槍（鳥銃）為主。清中期以後戰事漸少，境內大抵安定少有強敵，而且國政腐敗生產火器偷工減料，加上宋朝以來推廣重文輕武的觀念，人才大都投入科舉考試少有加入軍隊者。又為維護統治，各省綠營使用的是陳舊劣質的火器，稍具品質的火器皆掌握在八旗兵手裡。儘管過去曾認為清朝統治者由於重視騎射輕視火器，但根据清史稿、地方县志和驻藏军队的装备记载，清军火器普及率实质到了50%~60%。自火器在中國推廣之後，民間即多有收藏，用以捕獵、防盜，清廷雖有例禁，但並未真正查懲，實際上是默許民間持槍的。直到乾隆三十九年（1774年）十壹月，乾隆帝忽頒上諭，明令禁止民間鑄造私藏鳥槍、竹銃、鐵銃等火器。但頒布的“禁槍令”，因種種原因難以得到貫徹，導致槍支遍民間的局面。鴉片戰爭之前清朝所自製的近50種的鳥銃中，幾乎全屬火繩枪，只有3種是燧發枪，且僅供皇帝御用。
至19世紀中葉，清軍的輕火器主要仍是鳥銃，清道光時後裝撞針槍傳入中國後，鳥銃即被淘汰。

## 製造方法
宋應星的《天工開物》中說：「凡錘鳥銃，先以鐵挺一條大如箸者為冷骨，裹紅鐵錘成。先為三接，介面熾紅，竭力撞合。合以後以四棱鋼錐如箸大者，透轉其中，使極光凈，則發藥無阻滯。」雖然在中國火銃的點火技術經過了多次改良，但是傳統銃體的製造工藝一直到晚清洋務運動興起時才被徹底拋棄。明代早期採用鉚接，因製造不便，後期採用兩段銅箍固定，雖然清洗不便，卻縮短了鳥銃的製作時間，清代改進了方法，固定銃管用細繩子扎，在一支銃上分成幾段扎上一種牢固的細棉繩，在清洗銃管時只要解開繩子就能取下銃管，只是繩子容易被射擊後熾熱的銃管烙斷。

## 類型
- 手槍：長度小於50公分，無固定槍托的小型火銃，射程短。
- 短管鳥銃（Musketoon）：長度介於50至70公分，為槍管減短的火銃。
- 多管銃：如明朝的五雷神機（五管轉輪）、迅雷銃（五管轉輪）、震疊銃（上下兩管）、奇勝銃（左右兩管）、翼虎銃（左右三管）[16]。西洋的鴨掌（四管）手槍...等。
- 後裝銃：如掣電銃、子母鳥銃，擁有稱作子銃的定裝彈藥，由銃管後部裝彈。
- 九頭鳥：絕大的鳥銃，重20餘斤。[17]

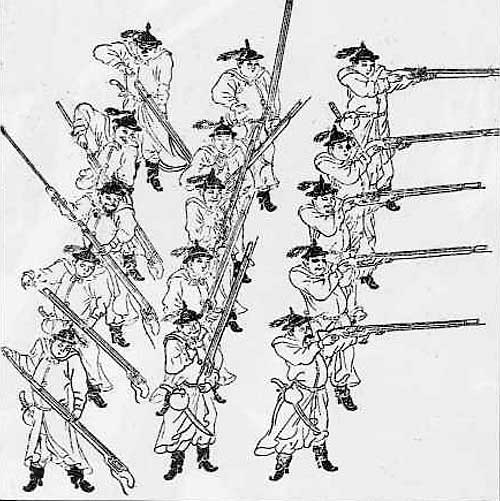
《軍器圖說》中的鳥銃隊。
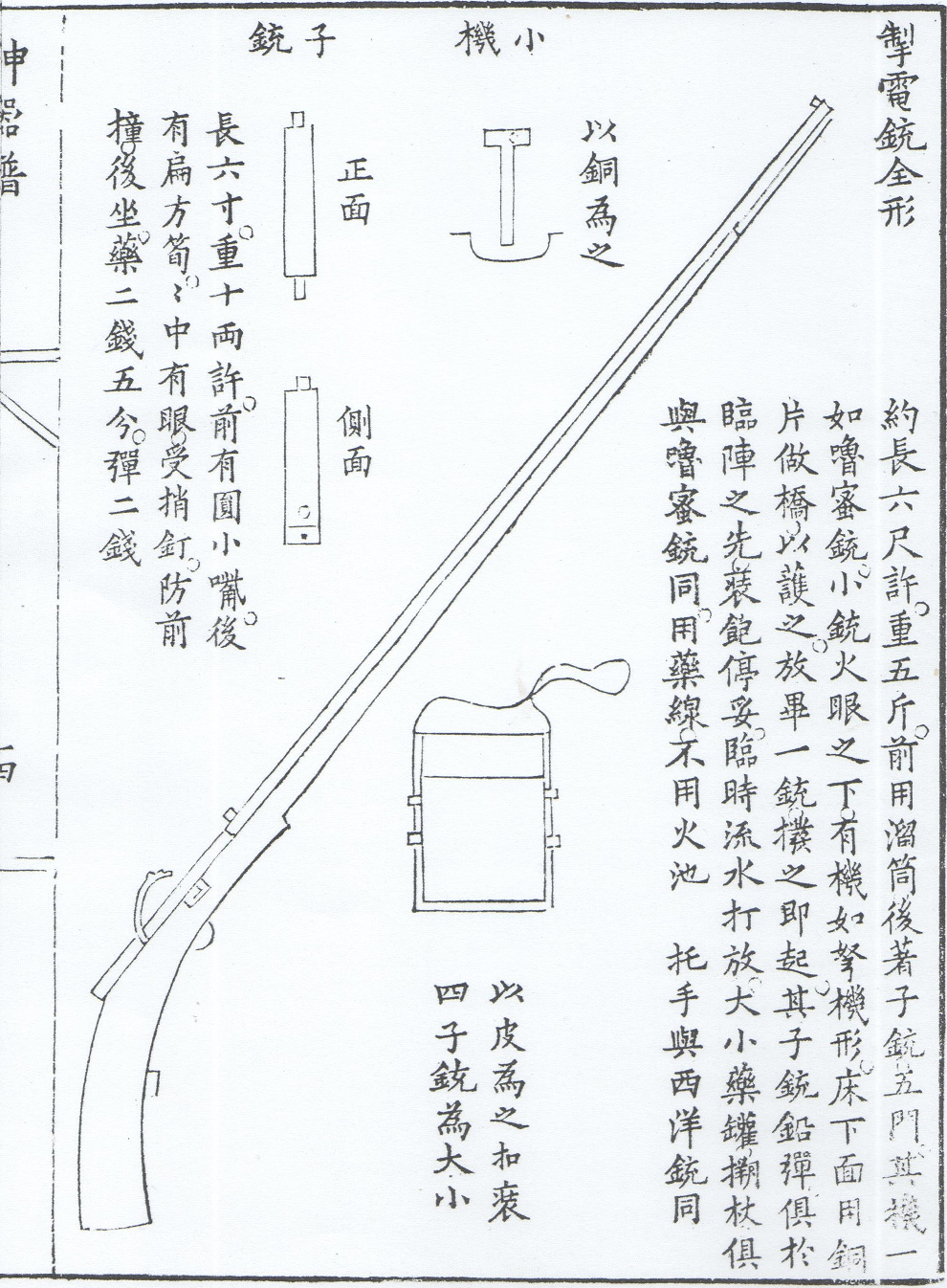
掣電銃：後裝而使用定裝彈藥的鳥銃。
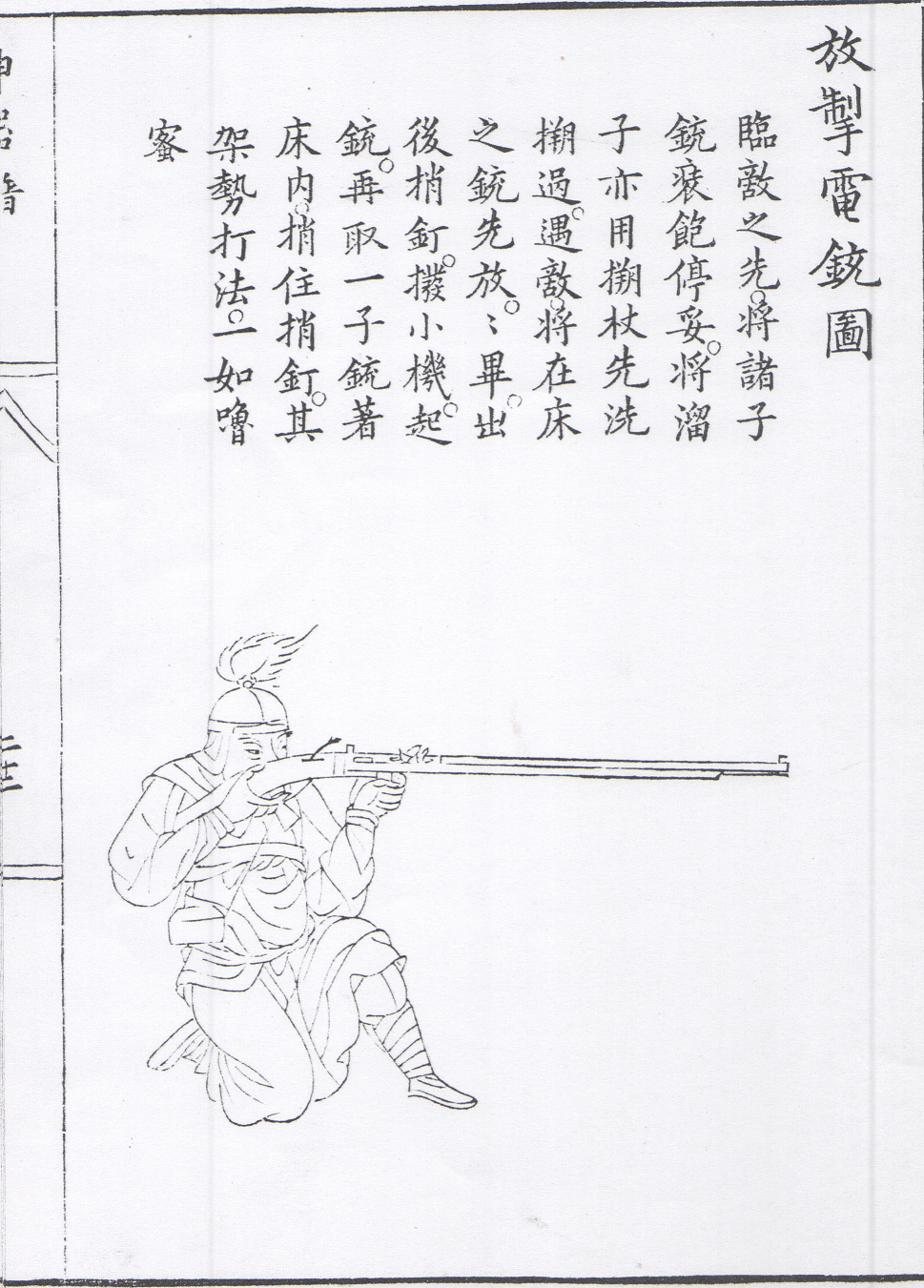
放掣電銃圖。
迅雷銃：五管轉輪的鳥銃，放畢可當短槍使用。
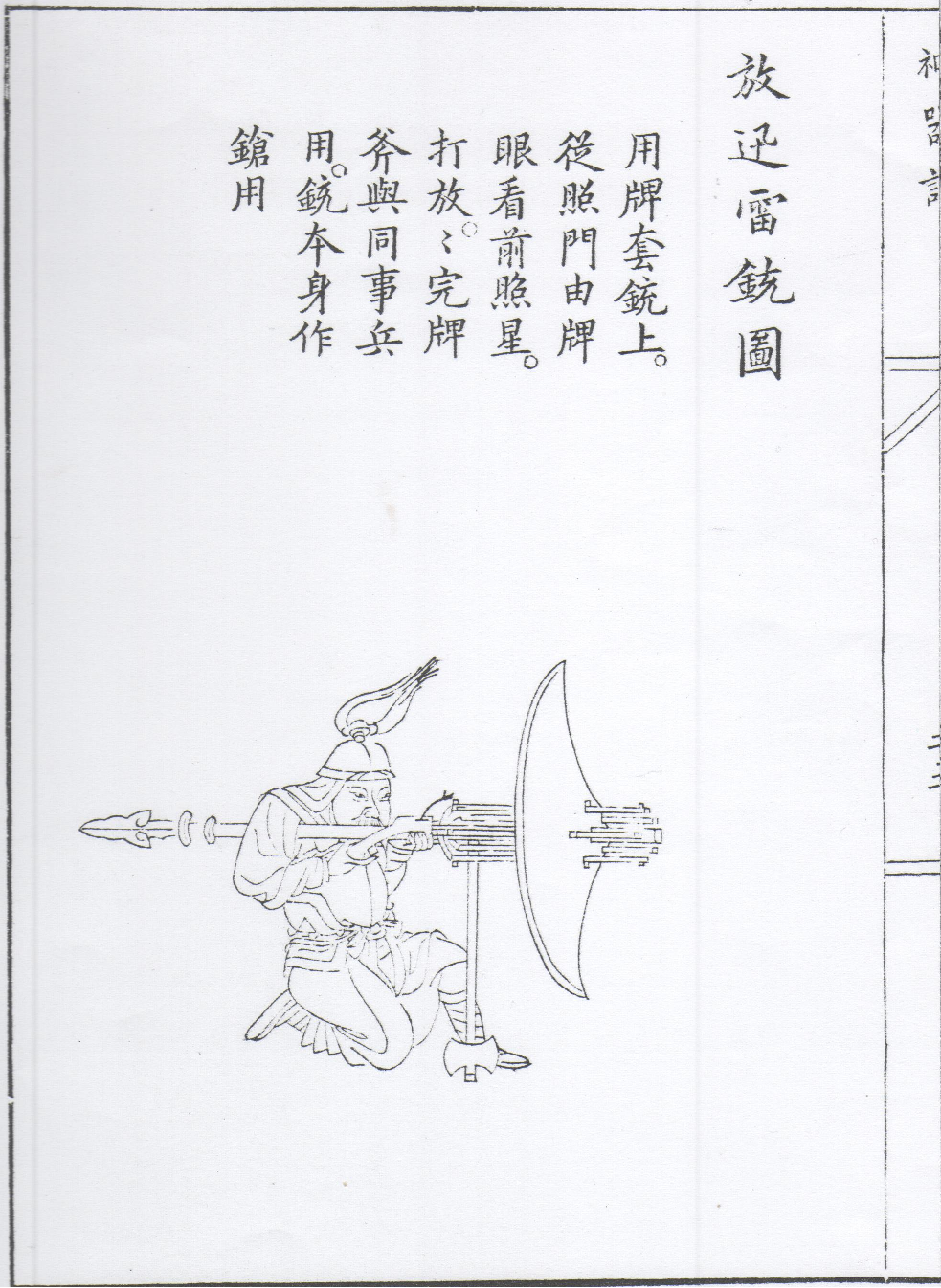
放迅雷銃圖。
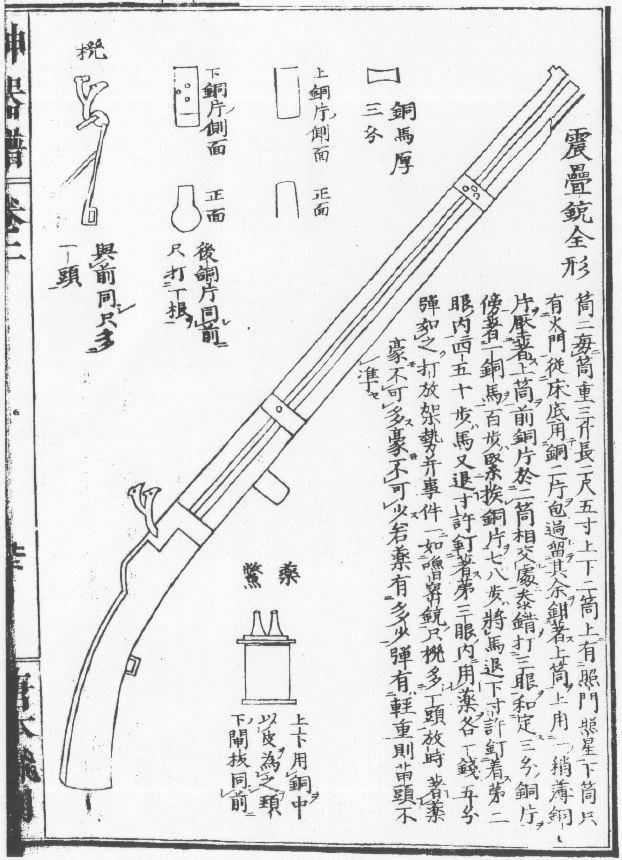
震疊銃：上下兩管的鳥銃。
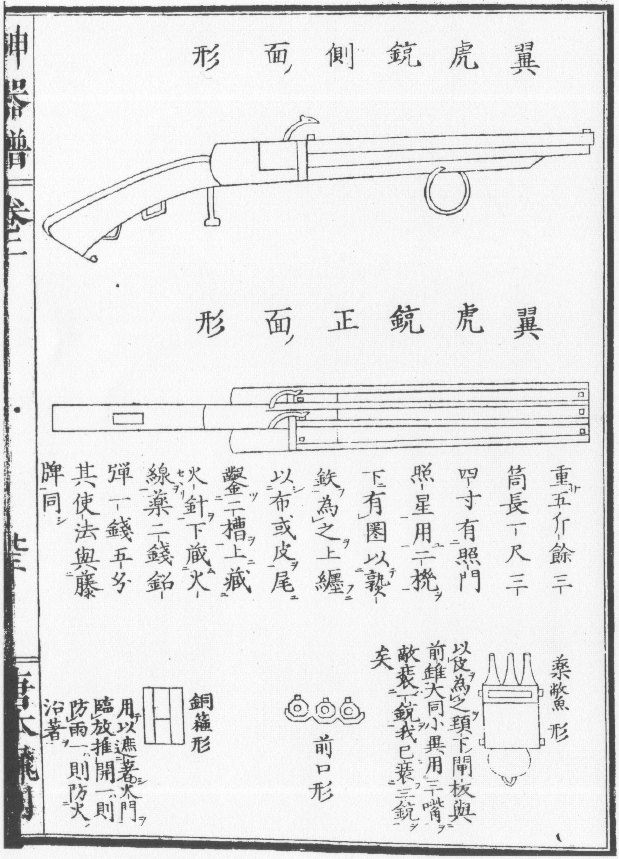
翼虎銃：左右三管的鳥銃。
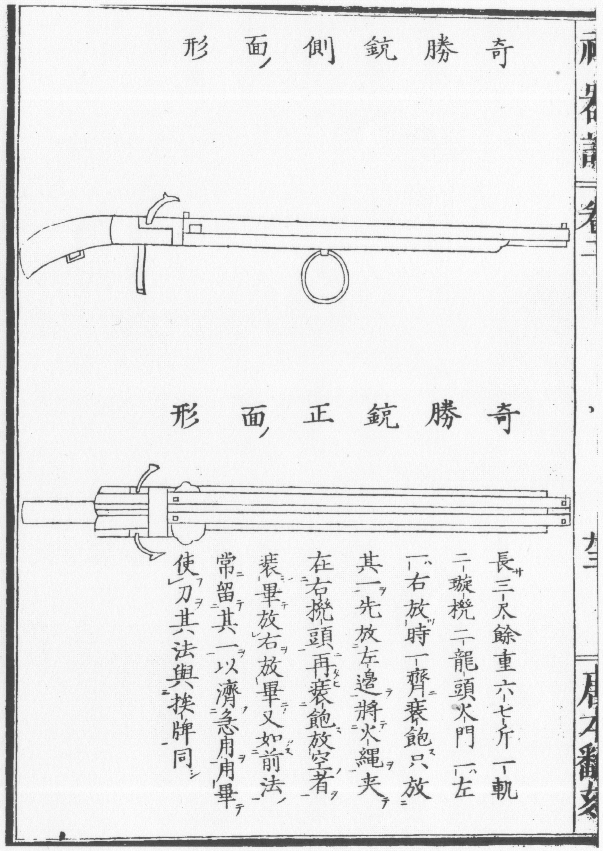
奇勝銃：左右兩管的鳥銃。
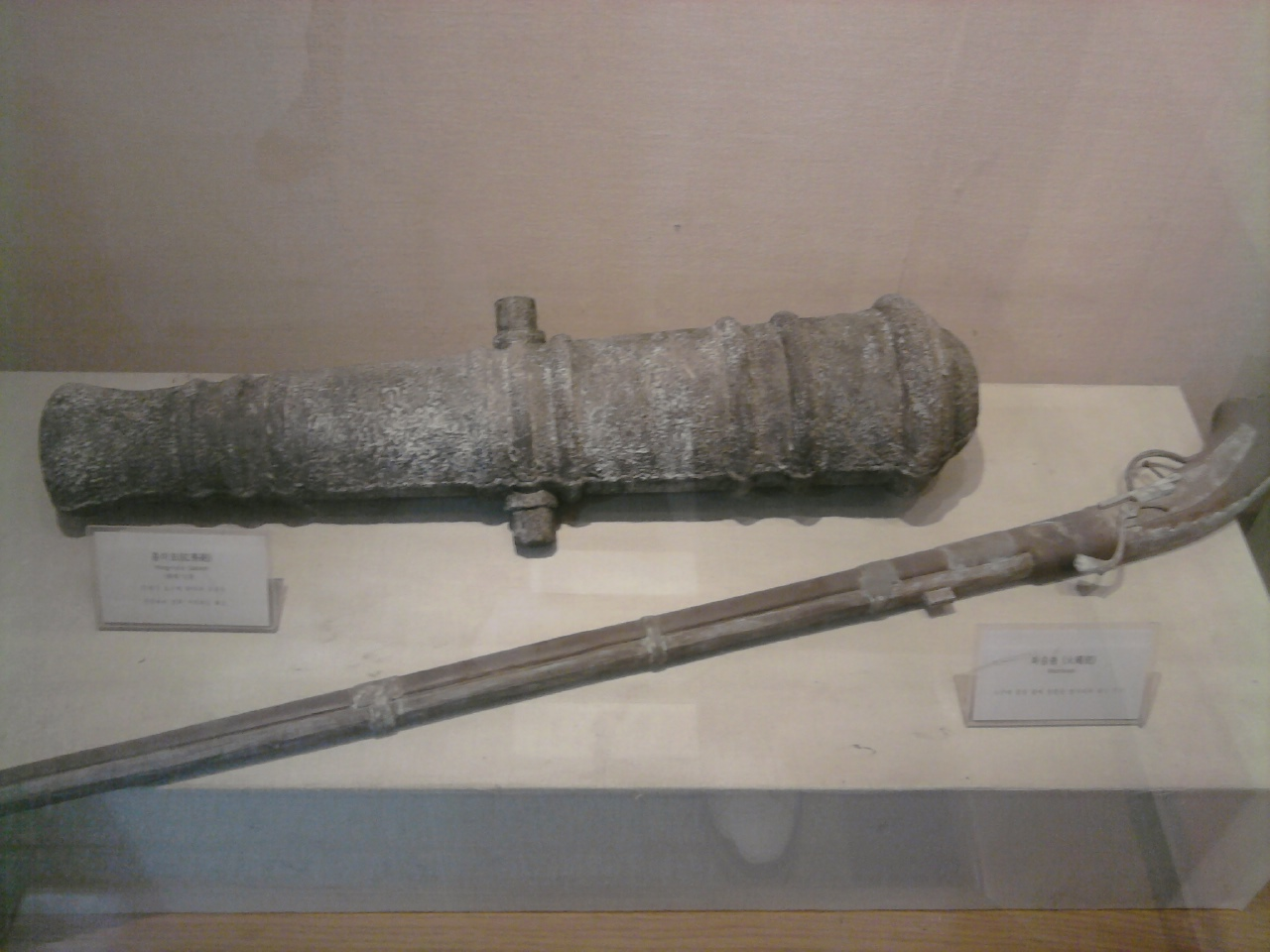
雲峴宮展示的大砲與鳥銃。

## 軼聞
清朝第六位皇帝道光帝曾經用他的"威烈"（鳥銃的名字）連續擊殺兩名刺客，被他父親嘉慶帝封爲智親王。